# Meridiano 89 W
O meridiano 89 W é um meridiano que, partindo do Polo Norte, atravessa o Oceano Ártico, América do Norte, Golfo do México, América Central, Oceano Pacífico, Oceano Antártico, Antártida e chega ao Polo Sul. Forma um círculo máximo com o Meridiano 91 E.
Começando no Polo Norte, o meridiano 89º Oeste tem os seguintes cruzamentos:
| País, território ou mar     | Notas                                                      |
| --------------------------- | ---------------------------------------------------------- |
| Oceano Ártico               |                                                            |
| Canadá                      | Ilha Ellesmere, Nunavut                                    |
| Nansen Sound                |                                                            |
| Canadá                      | Ilha Axel Heiberg, Nunavut                                 |
| Baía Norueguesa             |                                                            |
| Canadá                      | Ilha Ellesmere, Nunavut                                    |
| Jones Sound                 |                                                            |
| Canadá                      | Ilha de Devon, Nunavut                                     |
| Lancaster Sound             |                                                            |
| Enseada do Príncipe Regente |                                                            |
| Canadá                      | Ilha de Baffin, Nunavut                                    |
| Golfo de Boothia            |                                                            |
| Canadá                      | Nunavut - parte continental                                |
| Baía de Hudson              |                                                            |
| Canadá                      | Manitoba - cerca de 1 km Ontário                           |
| Lago Superior               |                                                            |
| Estados Unidos              | Isle Royale, Michigan                                      |
| Lago Superior               |                                                            |
| Estados Unidos              | Michigan Wisconsin Illinois Kentucky Tennessee Mississippi |
| Golfo do México             | Passa nas Ilhas Chandeleur, Louisiana, Estados Unidos      |
| Estados Unidos              | Louisiana - Delta do Mississippi                           |
| Golfo do México             |                                                            |
| México                      | Iucatão Quintana Roo                                       |
| Belize                      |                                                            |
| Guatemala                   |                                                            |
| Honduras                    |                                                            |
| El Salvador                 |                                                            |
| Oceano Pacífico             | Passa a leste da Ilha San Cristóbal, Equador               |
| Oceano Antártico            |                                                            |
| Antártida                   | Território Antártico Chileno, reclamado pelo Chile         |